# Potapiusz
Patapiusz, Potapiusz – imię męskie pochodzenia łacińskiego, oznaczające "miłosierny, łagodny". Wśród patronów tego imienia — św. Patapiusz, pustelnik (VI wiek). 
Patapiusz, Potapiusz imieniny obchodzi 8 grudnia.